# Meata
Meata is een geslacht van spinnen uit de familie springspinnen (Salticidae).

## Soorten
De volgende soorten zijn bij het geslacht ingedeeld:
- Meata fungiformis Xiao & Yin, 1991
- Meata typica Żabka, 1985
- Meata zabkai Prószyński & Deeleman-Reinhold, 2010